# Оптический поток
Оптический поток — в узком смысле это метод представления информации о движении суть которого заключается в отображении (на визуальном графике или в виде математической модели) видимого движения объектов, поверхностей или краев сцены, получаемого в результате перемещения наблюдателя (глаз или камеры) относительно сцены. В более общем смысле под термином "оптический поток" может пониматься полная информация о движении объектов сцены относительно наблюдателя представленная в любом виде.
Алгоритмы, основанные на оптическом потоке, такие как регистрация движения, сегментация объектов, кодирование движений и подсчет диспаритета в стерео, используют это движение объектов, поверхностей и краев.

## Оценка оптического потока
Последовательности упорядоченных изображений позволяют оценивать движение либо как мгновенную скорость изображения, либо как дискретное смещение.Fleet и Weiss составили учебный курс по градиентному методу оценки оптического потока.
Анализ методов вычисления оптического потока проведен в работе John L. Barron, David J. Fleet и Steven Beauchemin. Они рассматривают методы как с точки зрения точности, так и с точки зрения плотности получаемого векторного поля.
Методы, основанные на оптическом потоке, вычисляют движение между двумя кадрами, взятыми в момент времени {\displaystyle t} и {\displaystyle t+\delta t}, в каждом пикселе. Эти методы называются дифференциальными, так как они основаны на приближении сигнала отрезком ряда Тейлора; таким образом, они используют частные производные по времени и пространственным координатам.
В случае размерности 2D+t (случаи большей размерности аналогичны) пиксель в позиции {\displaystyle (x,y,t)} с интенсивностью {\displaystyle I(x,y,t)} за один кадр будет перемещен на {\displaystyle \delta x}, {\displaystyle \delta y} и {\displaystyle \delta t}, и можно записать следующее уравнение:
{\displaystyle I(x,y,t)\approx I(x+\delta x,y+\delta y,t+\delta t)}
Считая, что перемещение мало, и используя ряд Тейлора, получаем:
{\displaystyle I(x+\delta x,y+\delta y,t+\delta t)\approx I(x,y,t)+{\frac {\partial I}{\partial x}}\delta x+{\frac {\partial I}{\partial y}}\delta y+{\frac {\partial I}{\partial t}}\delta t}.
Из этих равенств следует:
{\displaystyle {\frac {\partial I}{\partial x}}\delta x+{\frac {\partial I}{\partial y}}\delta y+{\frac {\partial I}{\partial t}}\delta t=0}
или
{\displaystyle {\frac {\partial I}{\partial x}}{\frac {\delta x}{\delta t}}+{\frac {\partial I}{\partial y}}{\frac {\delta y}{\delta t}}+{\frac {\partial I}{\partial t}}{\frac {\delta t}{\delta t}}=0}
отсюда получается, что
{\displaystyle {\frac {\partial I}{\partial x}}V_{x}+{\frac {\partial I}{\partial y}}V_{y}+{\frac {\partial I}{\partial t}}=0}
где

{\displaystyle V_{x},V_{y}} — компоненты скорости оптического потока в {\displaystyle I(x,y,t)},
{\displaystyle {\frac {\partial I}{\partial x}}}, {\displaystyle {\frac {\partial I}{\partial y}}}, {\displaystyle {\frac {\partial I}{\partial t}}} — производные изображения в {\displaystyle (x,y,t)} в соответствующих направлениях.
Таким образом:
{\displaystyle I_{x}V_{x}+I_{y}V_{y}=-I_{t}}
или
{\displaystyle \nabla I^{T}\cdot {\vec {V}}=-I_{t}}
Полученное уравнение содержит две неизвестных и не может быть однозначно разрешено. Данное обстоятельство известно как проблема апертуры. Задачу решает наложение дополнительных ограничений — регуляризация.

### Методы определения оптического потока
- Фазовая корреляция — инверсия нормализованного перекрестного спектра.
- Блочные методы — минимизация суммы квадратов или суммы модулей разностей
- Дифференциальные методы оценки оптического потока, основанные на частных производных сигнала:
  - Алгоритм Лукаса — Канаде — рассматриваются части изображения и аффинная модель движения
  - Horn–Schunck — минимизация функционала, описывающего отклонение от предположения о постоянстве яркости и гладкость получаемого векторного поля.
  - Buxton–Buxton — основан на модели движения границ объектов в последовательности изображений[4]
  - Общие вариационные методы — модификации метода Horn-Schunck, использующие другие ограничения на данные и другие ограничения на гладкость.
- Дискретные методы оптимизации — поисковое пространство квантуется, затем каждому пикселю изображения ставится в соответствие метка таким образом, чтобы расстояние между последовательными кадрами было минимальным.[5] Оптимальное решение часто ищется с помощью алгоритмов нахождения минимального разреза и максимального потока в графе, линейного программирования или belief propagation.

## Использование оптического потока
Исследования оптического потока широко ведутся в областях сжатия видео и анализа движений.
Алгоритмы оптического потока не только определяют поле потока, но и используют оптический поток при анализе трехмерной сущности и структуры сцены, а также 3D-движения объектов и наблюдателя относительно сцены.
Оптический поток используется в робототехнике при распознавании объектов, слежении за объектами, определении движения и при навигации робота.
Кроме того, оптический поток используется для изучения структуры объектов. Поскольку определение движения и создание карт структуры окружающей среды являются неотъемлемой частью животного (человеческого) зрения, то реализация этой врожденной способности средствами компьютера является неотъемлемой частью компьютерного зрения.
Представьте видеоролик из пяти кадров, в котором шар движется из нижнего левого угла в правый верхний. Методы нахождения движения могут определить, что на двумерной плоскости шар движется вверх и вправо и векторы, описывающие это движение, могут быть получены из последовательности кадров. При сжатии видео это правильное описание последовательности кадров. Однако в области компьютерного зрения без дополнительной информации нельзя сказать, движется ли шар вправо, а наблюдатель стоит на месте, или шар покоится, а наблюдатель движется влево.

## Модели оптического потока в психологии
Джеймс Гибсон рассматривал модели оптического потока (оптические инварианты) в качестве стимула высшего порядка. Модели оптического потока в теории Гибсона представляют собой сложные конфигурации оптической информации, регистрируемой зрительными рецепторами. В оптическом потоке представлена вся необходимая для нашего восприятия информация об окружающем мире, происходящих в нем событиях, в том числе информация о движении (включая параллакс движения и оптический градиент расширения). Таким образом, оптический поток исключает из психологии восприятия необходимость использовать какую-либо еще внешнюю информацию. 
Идея использования оптического потока для объяснения процесса формирования перцептивного образа пришла к Гибсону во время Второй мировой войны в ходе работы по созданию специальных тренажеров и учебного фильма для подготовки пилотов американских ВВС.